# Tahat
Tahat – szczyt w Afryce, w środkowej części Sahary. Jest to najwyższe wzniesienie południowej Algierii, kulminacja masywu Ahaggar. Wznosi się do 3003 m n.p.m. (według innych danych 2918 m n.p.m.). Tahat zbudowany jest głównie z bazaltów i tufów, jego twardzielcowy wierzchołek wznosi się ponad płaskowyż górski. Klimat i roślinność tam są pustynne. Pierwszego wejścia dokonano w 1931 r.